# Francisco Piria

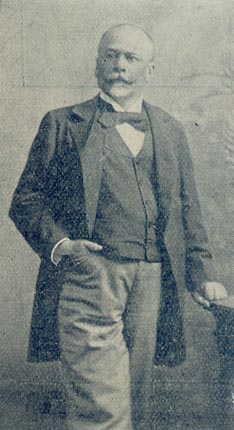
Francisco Piria

Fernando Juan Santiago Francisco María Piria de Grossi (* 21. August 1847 in Montevideo, Uruguay; † 11. Dezember 1933 ebenda) war ein uruguayischer Unternehmer, Journalist, Politiker und Gründer des nach ihm benannten Badeortes Piriápolis in Uruguay.
Geboren wurde er 1847 als Sohn der aus Genua stammenden italienischen Immigranten Lorenzo Piria und Serafina de Grossi. Sein Geburtshaus stand in der Ciudad Vieja im Abschnitt der Calle Treinta y Tres zwischen der Calle Cerrito und der Calle Piedras. Bereits sein Großvater José Piria war als Kommandeur der Fregatte Concepción ab 1810 mehrfach an den Río de la Plata gereist, sein Vater unternahm getreu dem Vorbild des eigenen Vaters später auch mit der Francisco José mehrere Reisen nach Montevideo, bevor er sich schließlich dort niederließ.
Die Schulzeit verbrachte er in Italien. Nach seiner Rückkehr nach Uruguay trat er im Alter von 16 Jahren zunächst in die Armee ein. Später war er in verschiedenen Bereichen tätig und arbeitete unter anderem als Auktionator. Am 25. Dezember 1866 heiratete er dann Magdalena Rodino, die die Mutter seiner vier Kinder Franz Joseph, Adela, Lawrence und Arthur wurde.

## Gründung von Piriápolis
Im Jahr 1892 kaufte er 2700 ha (7.700 cuadras) zwischen dem Cerro Pan de Azúcar und dem Meer gelegenes Land, das er unter anderem mit Bäumen, Olivenhainen, Pinien, Tabak bepflanzte, was ihm eine Prämie des Ministeriums für Viehzucht und Landwirtschaft einbrachte. Diese nutzte er, um eine öffentliche, noch heute bestehende Schule vor Ort zu errichten. Sechs Jahre später wurde seine Pflanzungen jedoch von Heuschrecken vernichtet.
Im selben Jahr unternahm er eine Reise nach Europa, von der seine Inspiration zur touristischen Nutzung der uruguayischen Küste herrührte. 1897 erfolgte der Bau seines Schlosses, des Castillo de Piria in dieser Gegend. Im Jahre 1905 baute er dort sodann das erste, Hotel Piriápolis genannte Grand Hotel. Fünf Jahre später wurde an der Küste eine Promenade nach dem Vorbild der französischen Riviera errichtet. 1912 begann er schließlich mit der Versteigerung der ersten Grundstücke in Piriápolis, woraufhin die Stadt durch den Bau zahlreicher Häuser zu wachsen begann.

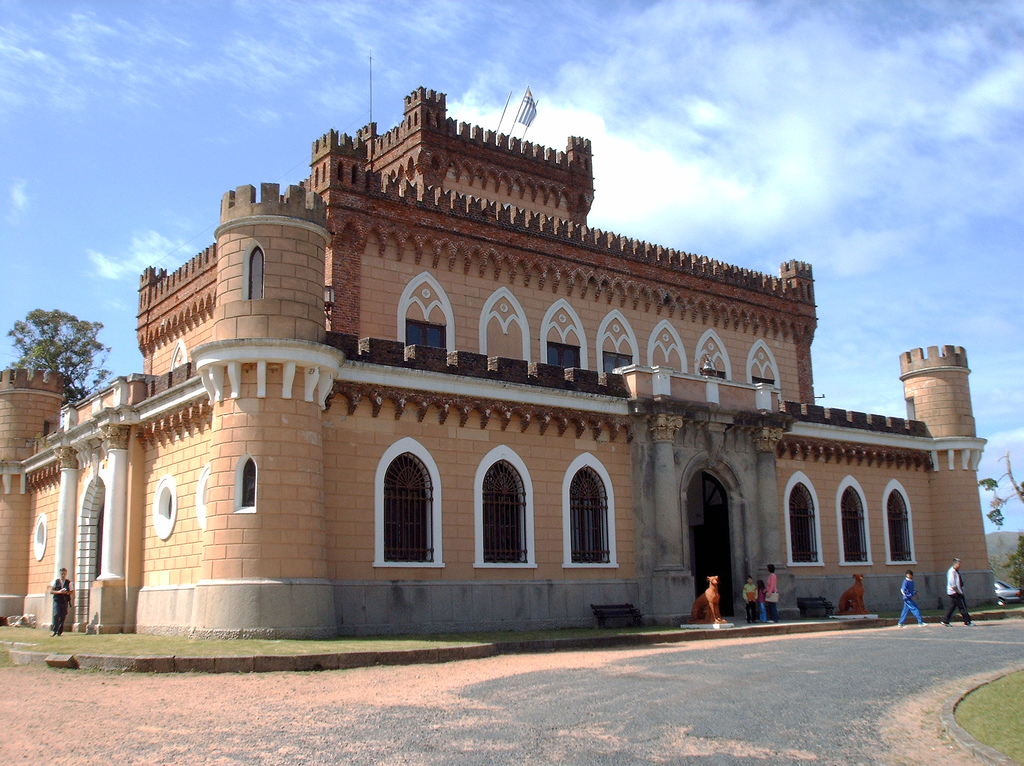
Castillo de Piria

## Politik
Piria, Mitglied der Partido Nacional, gehörte der am 25. Juni 1933 gewählten konstituierenden Nationalversammlung als Abgeordneter für das Departamento Artigas an.